# Cedric Itten
Pour les articles homonymes, voir Itten.
Cedric Jan Itten, abrégé Cedric Itten, né le 27 décembre 1996 à Bâle, est un footballeur suisse. Il évolue au poste d'attaquant au Fortuna Düsseldorf.

## Biographie
Cedric Itten naît le 27 décembre 1996 à Bâle. Il a une sœur cadette. Leur père, Thomas Itten, a joué au sein de l'équipe junior du FC Bâle aux côtés d'Adrian Knup.
Il grandit à Allschwil, dans le canton de Bâle-Campagne.
Il est titulaire d'une maturité gymnasiale obtenue à Bâle.

## Carrière sportive

### En club

#### FC Bâle (2007-2018) et prêt au FC Lucerne (2016-2017)
Avec les moins de 19 ans du FC Bâle, il inscrit un doublé lors de l'UEFA Youth League, contre le club anglais de Liverpool (victoire 3-2).
Après son titre de champion obtenu avec le FC Bâle en 2015-2016, Cedric Itten est prêté une saison au FC Lucerne lors de l'été 2016.

##### Prêt au FC Saint-Gall (2017-2018)
Durant la saison 2017-2018, Itten est prêté par le FC Bâle au FC Saint-Gall.

#### FC Saint-Gall (2018-2020)
En juin 2018, il est transféré définitivement dans le club. Il est victime la même année d'une grave blessure au genou droit (ligament croisé notamment).
Le 4 août 2020, il quitte le FC Saint-Gall pour rejoindre l'Écosse.

#### Glasgow Rangers (2020-2022)
Cedric Itten quitte le FC Saint-Gall où il évoluait depuis 2018. L'attaquant international s'est engagé pour un contrat de quatre ans avec les Glasgow Rangers, soit jusqu'en 2024 et il portera le numéro 11.
Le 27 septembre 2020, il marque un doublé avec son nouveau club. Et inscrit son troisième but le 19 décembre 2020.
Le 7 mars 2021, il remporte son premier titre avec le club : le Scottish Premiership de 2020-2021. Le club avait fêté son dernier titre en 2011.
Il quitte le club en juin 2022 pour retourner en Suisse.

##### Prêt au Greuther Fürth (2021-2022)
En 2020, il est prêté au Greuther Fürth nouveau promu de Bundesliga pour la saison 2021-2022.
En septembre 2021, il inscrit son premier but sous ses nouvelle couleur lors d'un match contre le Bayern Munich.
En janvier 2022, il est annoncé qu'il retourne au Glasgow Rangers.

#### BSC Young Boys (2022-2025)
Le 1er juin 2022, il est annoncé qu'il quitte les Glasgow Rangers pour revenir en Suisse au BSC Young Boys,, il a signé un contrat allant jusqu'en 2026,. 
Lors de la reprise du championnat, le 16 juillet 2022, il joue son premier match et marque son premier but sous ses nouvelles couleurs. 
Le 9 octobre 2023, le club et le joueur annoncent avoir trouvé un accord pour sa signature de prolongation de contrat avec YB, celui-ci court jusqu'en été 2027. 
En mai 2025, il marque le 2-1 à à la 91e minutes, lors du temps additionnel lors du match contre le FC Lucerne. 
En juillet 2025, après trois saisons passées dans le club bernois, il annonce son départ du club direction la 2. Bundesliga. 

#### Fortuna Düsseldorf (depuis 2025)
Fin juillet 2025, il quitte la capitale et la Suisse et signe au Fortuna Düsseldorf, qui évolue en 2. Bundesliga, il portera le numéro 13, le club n'a ni dévoilé le montant du transfert ni la durée de son contrat.
Un jour après l'annonce de son transfert dans le club allemand, il s'entraîne pour la première fois avec ces nouveaux coéquipiers.

### En équipe nationale
Cedric Itten est sélectionné dans les catégories de jeunes, des moins de 18 ans jusqu'aux espoirs. Il inscrit trois buts avec les moins de 18 ans et un but avec les moins de 20 ans.
Le 15 novembre 2019, il joue son premier match avec l'Équipe de Suisse de football dans le cadre des qualifications pour l'Euro 2020 contre la Géorgie au Kybunpark de Saint-Gall. Introduit à la 71e minute, il a inscrit l'unique but de la rencontre à la 77e, faisant faire un immense pas pour la Suisse à la sélection vers l'Euro 2020.
Le 18 novembre 2019, il est l'auteur d'un doublé lors d'un match de la Suisse contre l'équipe nationale de Gibraltar, gagné finalement 6-1.
Le 15 novembre 2021, il est introduit à la 68e minute lors du match de qualification pour le mondial 2022 opposant la Suisse à la Bulgarie. Le but qu'il marque seulement une minute plus tard est invalidé pour hors-jeu. Il inscrit à la 72e le but du 3-0 en faveur des Helvètes, soit quatre minutes après son entrée sur le terrain.

## Statistiques
| Saison                | Club                        | Championnat           | Championnat | Championnat | Championnat | Coupe(s) nationale(s) | Coupe(s) nationale(s) | Coupe(s) nationale(s) | Compétition(s) continentale(s) | Compétition(s) continentale(s) | Compétition(s) continentale(s) | Compétition(s) continentale(s) | Suisse | Suisse | Suisse | Total | Total | Total |
| Saison                | Club                        | Division              | M.          | B.          | P.d.        | M.                    | B.                    | P.d.                  | Comp.                          | M.                             | B.                             | P.d.                           | M.     | B.     | P.d.   | M.    | B.    | P.d.  |
| 2013-2014             | FC Bâle U21                 | Promotion League      | 6           | 1           | 0           | -                     | -                     | -                     | -                              | -                              | -                              | -                              | -      | -      | -      | 6     | 1     | 0     |
| 2014-2015             | FC Bâle U21                 | Promotion League      | 26          | 10          | 2           | -                     | -                     | -                     | -                              | -                              | -                              | -                              | -      | -      | -      | 26    | 10    | 2     |
| 2015-2016             | FC Bâle U21                 | Promotion League      | 18          | 7           | 0           | -                     | -                     | -                     | -                              | -                              | -                              | -                              | -      | -      | -      | 18    | 7     | 0     |
| Sous-total            | Sous-total                  | Sous-total            | 50          | 18          | 2           | -                     | -                     | -                     | -                              | -                              | -                              | -                              | -      | -      | -      | 50    | 18    | 2     |
| 2015-2016             | FC Bâle                     | Super League          | 11          | 1           | 2           | -                     | -                     | -                     | C1+C3                          | 0+1                            | 0+0                            | 0+0                            | -      | -      | -      | 12    | 1     | 2     |
| 2017-2018             | FC Bâle                     | Super League          | 10          | 2           | 0           | 3                     | 1                     | 1                     | C1                             | 1                              | 0                              | 0                              | -      | -      | -      | 14    | 3     | 1     |
| Sous-total            | Sous-total                  | Sous-total            | 21          | 3           | 2           | 3                     | 1                     | 1                     | -                              | 2                              | 0                              | 0                              | 0      | 0      | 0      | 26    | 4     | 3     |
| 2016-2017             | FC Lucerne (prêt)           | Super League          | 28          | 3           | 6           | 2                     | 0                     | 0                     | C3                             | 1                              | 0                              | 0                              | -      | -      | -      | 31    | 3     | 6     |
| 2017-2018             | FC Lucerne (prêt)           | Super League          | 5           | 0           | 2           | 1                     | 0                     | 0                     | C3                             | 2                              | 0                              | 1                              | -      | -      | -      | 8     | 0     | 3     |
| Sous-total            | Sous-total                  | Sous-total            | 33          | 3           | 8           | 3                     | 0                     | 0                     | -                              | 3                              | 0                              | 1                              | 0      | 0      | 0      | 39    | 3     | 9     |
| 2017-2018             | FC Saint-Gall (prêt)        | Super League          | 16          | 5           | 2           | -                     | -                     | -                     | -                              | -                              | -                              | -                              | -      | -      | -      | 16    | 5     | 2     |
| 2018-2019             | FC Saint-Gall               | Super League          | 8           | 4           | 1           | 2                     | 7                     | 1                     | C3                             | 1                              | 0                              | 0                              | -      | -      | -      | 11    | 11    | 2     |
| 2019-2020             | FC Saint-Gall               | Super League          | 34          | 19          | 6           | 2                     | 1                     | 1                     | -                              | -                              | -                              | -                              | 2      | 3      | 1      | 38    | 23    | 8     |
| Sous-total            | Sous-total                  | Sous-total            | 58          | 28          | 9           | 4                     | 8                     | 2                     | -                              | 1                              | 0                              | 0                              | 2      | 3      | 1      | 65    | 39    | 12    |
| 2020-2021             | Glasgow Rangers             | Scottish Premiership  | 27          | 4           | 1           | 3                     | 0                     | 1                     | C3                             | 7                              | 2                              | 0                              | -      | -      | -      | 37    | 6     | 2     |
| 2021-2022             | Glasgow Rangers             | Scottish Premiership  | 6           | 1           | 0           | 2                     | 1                     | 0                     | C1+C3                          | 1+2                            | 0+0                            | 0+0                            | 2      | 0      | 0      | 13    | 2     | 0     |
| Sous-total            | Sous-total                  | Sous-total            | 33          | 5           | 1           | 5                     | 1                     | 1                     | -                              | 10                             | 2                              | 0                              | 2      | 0      | 0      | 50    | 8     | 2     |
| 2021-2022             | SpVgg Greuther Fürth (prêt) | Bundesliga            | 12          | 2           | 0           | -                     | -                     | -                     | -                              | -                              | -                              | -                              | 3      | 1      | 1      | 15    | 3     | 1     |
| Sous-total            | Sous-total                  | Sous-total            | 12          | 2           | 0           | 0                     | 0                     | 0                     | -                              | 0                              | 0                              | 0                              | 3      | 1      | 1      | 15    | 3     | 1     |
| 2022-2023             | BSC Young Boys              | Super League          | 31          | 19          | 8           | 3                     | 4                     | 0                     | C4                             | 5                              | 0                              | 4                              | 2      | 0      | 0      | 41    | 23    | 12    |
| 2023-2024             | BSC Young Boys              | Super League          | 15          | 5           | 1           | 2                     | 1                     | 0                     | C1                             | 6                              | 2                              | 0                              | 3      | 1      | 0      | 26    | 9     | 1     |
| Sous-total            | Sous-total                  | Sous-total            | 46          | 24          | 9           | 5                     | 5                     | 0                     | -                              | 11                             | 2                              | 4                              | 5      | 1      | 0      | 67    | 32    | 13    |
| Total sur la carrière | Total sur la carrière       | Total sur la carrière | 253         | 82          | 30          | 20                    | 14                    | 4                     | -                              | 27                             | 4                              | 5                              | 12     | 5      | 2      | 312   | 105   | 41    |

## Palmarès
FC Bâle
- Champion de Suisse en 2016
- Vice-champion de Suisse en 2018

 Rangers FC
- Champion d'Écosse en 2021.
- Vainqueur de la Coupe d'Ecosse en 2022

 BSC Young Boys
- Championnat de Suisse (2) :
  - Champion : 2023 et 2024.
- Coupe de Suisse (1) :
  - Vainqueur : 2023